# Howard Higgin
Howard Higgin (Denver, 15 febbraio 1891 – Los Angeles, 16 dicembre 1938) è stato uno sceneggiatore e regista cinematografico statunitense attivo negli anni venti e trenta del Novecento.
Higgin iniziò a lavorare come direttore tecnico e direttore di produzione per Cecil B. DeMille nei primi anni venti. Nel 1922 diresse Rent Free, il suo primo film, che aveva come protagonista il celebre Wallace Reid.

## Filmografia

### Sceneggiatore
- Gran mondo (Fashion Row), regia di Robert Z. Leonard - sceneggiatura (1923)
- Don't Doubt Your Husband, regia di Harry Beaumont - soggetto e sceneggiatura (1924)
- Changing Husbands, regia di Frank Urson e Paul Iribe (1924)
- Broken Barriers, regia di Reginald Barker - sceneggiatura (1924)
- Tomorrow's Love, regia di Paul Bern (1925)
- Smouldering Fires, regia di Clarence Brown - soggetto e sceneggiatura (1925)
- The Trouble with Wives, regia di Malcolm St. Clair - soggetto e sceneggiatura (1925)
- La casa degli eroi (The New Commandment), regia di Howard Higgin - sceneggiatura (1925)
- Sal of Singapore, regia di Howard Higgin - dialoghi (1928)
- La stella della Taverna Nera (Her Man), regia di Tay Garnett (1930)
- The Painted Desert, regia di Howard Higgin e, non accreditato, Tom Buckingham (1931)
- Hell's House, regia di Howard Higgin - soggetto e sceneggiatura (1932)
- Marriage on Approval, regia di Howard Higgin (1933)
- King Kelly of the U.S.A., regia di Leonard Fields 1934)
- I crociati (The Crusades), regia di Cecil B. DeMille - sceneggiatore, non accreditato (1935)
- I Conquer the Sea!, regia di Victor Halperin (1936)
- Il raggio invisibile (The Invisible Ray), regia di Lambert Hillyer (1936)
- Revolt of the Zombies, regia di Victor Halperin (1936)
- Pericolo all'ovest (The Gold Racket), regia di Louis J. Gasnier e, non accreditato, Joseph H. Lewis - soggetto (1937)
- Cafe Hostess, regia di Sidney Salkow - soggetto (1940)

### Regista
- Rent Free (1922)
- In the Name of Love (1925)
- La casa degli eroi (The New Commandment) (1925)
- The Reckless Lady (1926)
- The Wilderness Woman (1926)
- The Great Deception (1926)
- The Perfect Sap (1927)
- Grattacieli (Skyscraper) (1928)
- Power (1928)
- Sal of Singapore (1928)
- Tutti per uno (The Leatherneck) (1929)
- High Voltage (1929)
- The Racketeer (1929)
- The Painted Desert, co-regia di, non accreditato, Tom Buckingham (1931)
- Hell's House (1932)
- The Final Edition (1932)
- The Last Man (1932)
- Carnival Lady (1933)
- Marriage on Approval (1933)
- The Line-Up (1934)
- Battle of Greed (1937)